# Olmo (azienda)
La Giuseppe Olmo S.p.A è un'azienda italiana specializzata nella produzione di biciclette, fondata da Giuseppe Olmo nel 1939.

## Storia

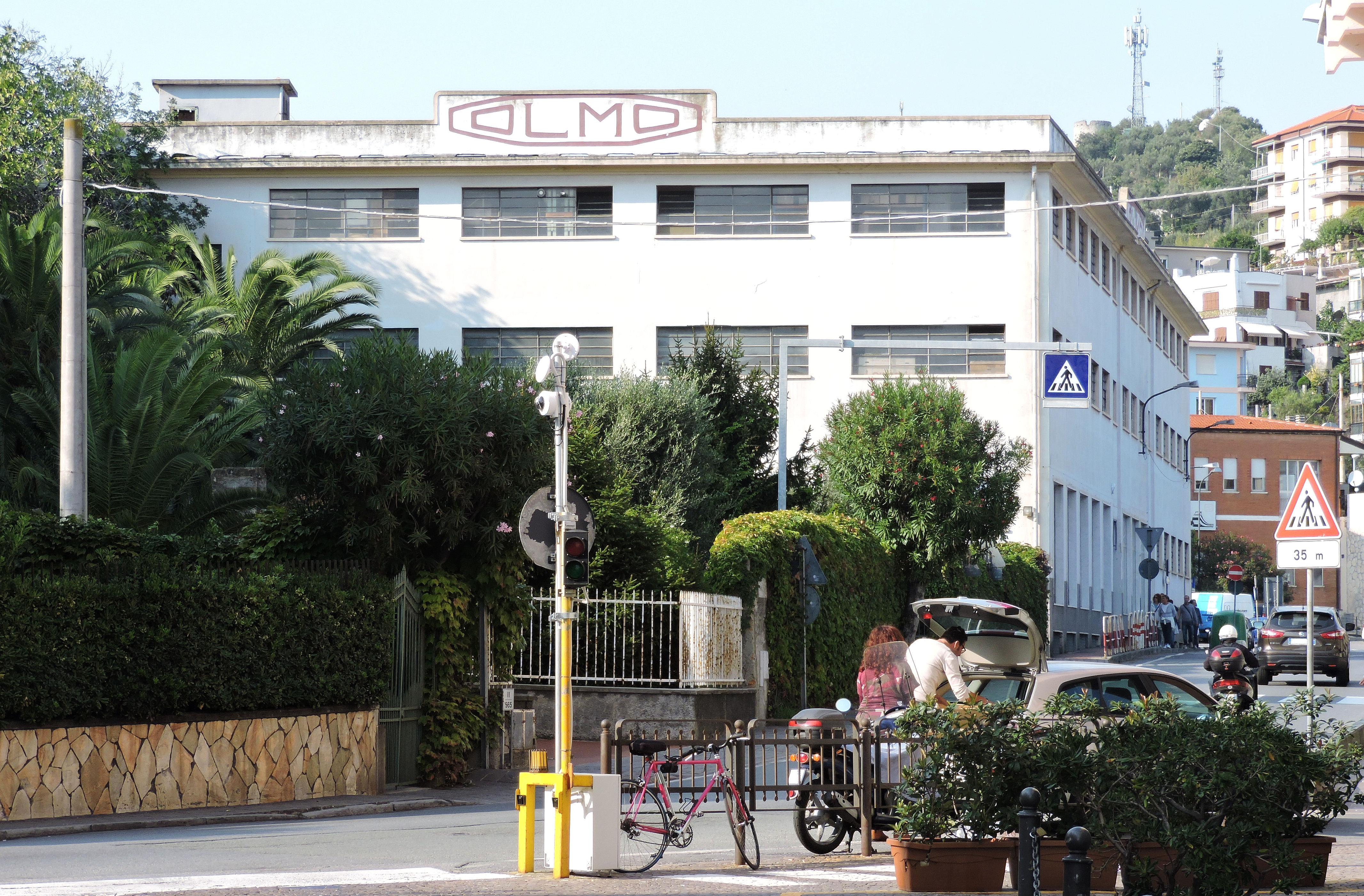
Lo storico stabilimento di Celle

Il primo stabilimento "Olmo Cicli" nasce nel 1939 a Celle Ligure, per volontà del corridore Giuseppe Olmo e dei suoi tre fratelli Franco, Giovanni e Michele.
A partire dal 1955 la famiglia Olmo dà vita ad una serie di aziende specializzate nella produzione di materiali plastici per vari settori automobilistico, del mobile, calzaturiero, tessile e dell'isolamento termico. Nasce, così, il Gruppo Olmo che oggi raggruppa alcune imprese del settore dei poliuretani espansi flessibili.
La guida dell'azienda continua ad essere affidata alla famiglia Olmo, con sede storica a Celle Ligure, dove tuttora è presente il punto vendita. Dal 2018, le biciclette Olmo sono prodotte e distribuite a livello internazionale dall'azienda piemontese Montana Bike con sede a Magliano Alpi.

## Sponsor
La Olmo ha sponsorizzato le squadre professionistiche:
- Dal 1977 al 1979: Zonca-Santini-Olmo.
- Dal 1980 al 1981: Magniflex-Olmo.
- 1982: Gis Gelati-Olmo.
- 1983-1984: Alfa Lum-Olmo.
- 1985: Alpilatte-Olmo-Cierre.
- Dal 1998 al 2000: Vitalicio Seguros (sponsor tecnico).
- 2001: Cantina Tollo-Acqua & Sapone (sponsor tecnico).
- 2002: Cage Maglierie-Olmo, Labarca 2-Café Baqué (sponsor tecnico).
- Dal 2003 al 2005: Tenax (sponsor tecnico).
- Dal 2017: Sangemini–Trevigiani–MG.K Vis[5].

L'azienda è stata rappresentata in diverse competizioni:
- Un campionato italiano su strada: 1978, Pierino Gavazzi (Zonca-Santini-Olmo).[6]
- Una Milano-Sanremo: 1980, Pierino Gavazzi (Magniflex-Olmo).[7]
- Tre campionati spagnoli su strada: 1998 e 1999, Ángel Casero, e 2000, Álvaro González de Galdeano (Vitalicio Seguros).
- Un campionato del mondo su strada: 1999, Óscar Freire (Vitalicio Seguros).[8]
- Quattro tappe al Giro d'Italia 2000: una Álvaro González de Galdeano e Víctor Hugo Peña, due Jan Hruška (Vitalicio Seguros).[9]
- Una tappa al Giro d'Italia 2001: Danilo Di Luca (Cantina Tollo-Acqua & Sapone).[10]
- Un Giro di Lombardia: 2001, Danilo Di Luca (Cantina Tollo-Acqua & Sapone).[11]